# Mulheres de Argel
Mulheres de Argel em seu apartamento (em francês:  Femmes d'Alger dans leur appartement) é o título de duas pinturas de óleo sobre tela do pintor orientalista francês Eugène Delacroix.
A primeira versão de Delacroix das Mulheres de Argel foi pintada em Paris em 1834 e está localizada no Museu do Louvre. O segundo trabalho, pintado 15 anos depois, entre 1847 e 1849, está localizado no Museu Fabre, em Montpellier, França. Os dois trabalhos descrevem a mesma cena: quatro mulheres juntas em uma sala fechada. Apesar do cenário semelhante, as duas pinturas evocam sentimentos completamente diferentes através da representação das mulheres. O trabalho anterior de 1834 de Delacroix captura a separação entre as mulheres e o espectador. A segunda pintura, em vez disso, convida o espectador para a cena através do cálido e convidativo olhar da mulher.
As Mulheres de Argel, juntamente com as outras pinturas orientalistas de Delacroix, inspiraram muitos artistas de gerações posteriores. Em 1888, Vincent van Gogh e Paul Gauguin viajaram para Montpellier para ver a versão de Delacroix de 1849 da obra. A pintura serviu como fonte de inspiração para os impressionistas posteriores e uma série de 15 pinturas e vários desenhos de Pablo Picasso em 1954.
Paul Cezanne descreveu a cor intoxicante de Delacroix como "Toda essa cor luminosa ... Parece-me que entra nos olhos como um copo de vinho entrando em sua garganta e faz você ficar bêbado imediatamente".